# Gare de Miribel
La gare de Miribel est une gare ferroviaire française de la ligne de Lyon-Perrache à Genève (frontière). Elle est située place de la Gare, sur le territoire de la commune de Miribel, dans le département de l'Ain, en région Auvergne-Rhône-Alpes.
Elle est une gare de la Société nationale des chemins de fer français (SNCF) desservie par des trains, de la ligne 35, du réseau TER Auvergne-Rhône-Alpes.

## Situation ferroviaire
Établie à 176 mètres d'altitude, la gare de Miribel est située au point kilométrique (PK) 16,616, de la ligne de Lyon-Perrache à Genève (frontière), entre les gares de Crépieux-la-Pape, s'intercale la halte fermée de Neyron, et de Saint-Maurice-de-Beynost.

## Histoire
La section de ligne, entre Lyon et Ambérieu, ouverte le 23 juin 1856 débute sur la rive droite à la gare de Lyon-Saint-Clair, car le pont sur le Rhône n'est pas terminé, la ligne longe le fleuve jusqu'à la gare de Miribel.

## Fréquentation
Selon les estimations de la SNCF, la fréquentation annuelle de la gare s'élève aux nombres indiqués dans le tableau ci-dessous.
| Année               | 2024    | 2023    | 2022    | 2021    | 2020    | 2019    | 2018    | 2017    | 2016    | 2015    |
| ------------------- | ------- | ------- | ------- | ------- | ------- | ------- | ------- | ------- | ------- | ------- |
| Nombre de voyageurs | 343 923 | 320 358 | 301 557 | 219 382 | 193 554 | 305 842 | 274 363 | 284 847 | 270 932 | 283 043 |

## Service des voyageurs

### Accueil
Gare SNCF, elle dispose toujours du bâtiment voyageurs, construit par le PLM . Elle est équipée d'une salle d'attente, de distributeurs automatiques de billets TER. Des parkings pour les vélos et les véhicules sont aménagés.

### Desserte
La gare est desservie par des trains TER Auvergne-Rhône-Alpes de la ligne 35 (Chambéry - Culoz - Ambérieu - Lyon). Des correspondances sont possibles, en gare d'Ambérieu-en-Bugey, vers  Culoz, Genève-Cornavin, Évian-les-Bains, Annecy et Saint-Gervais-les-Bains-Le Fayet.

Installations et desserte
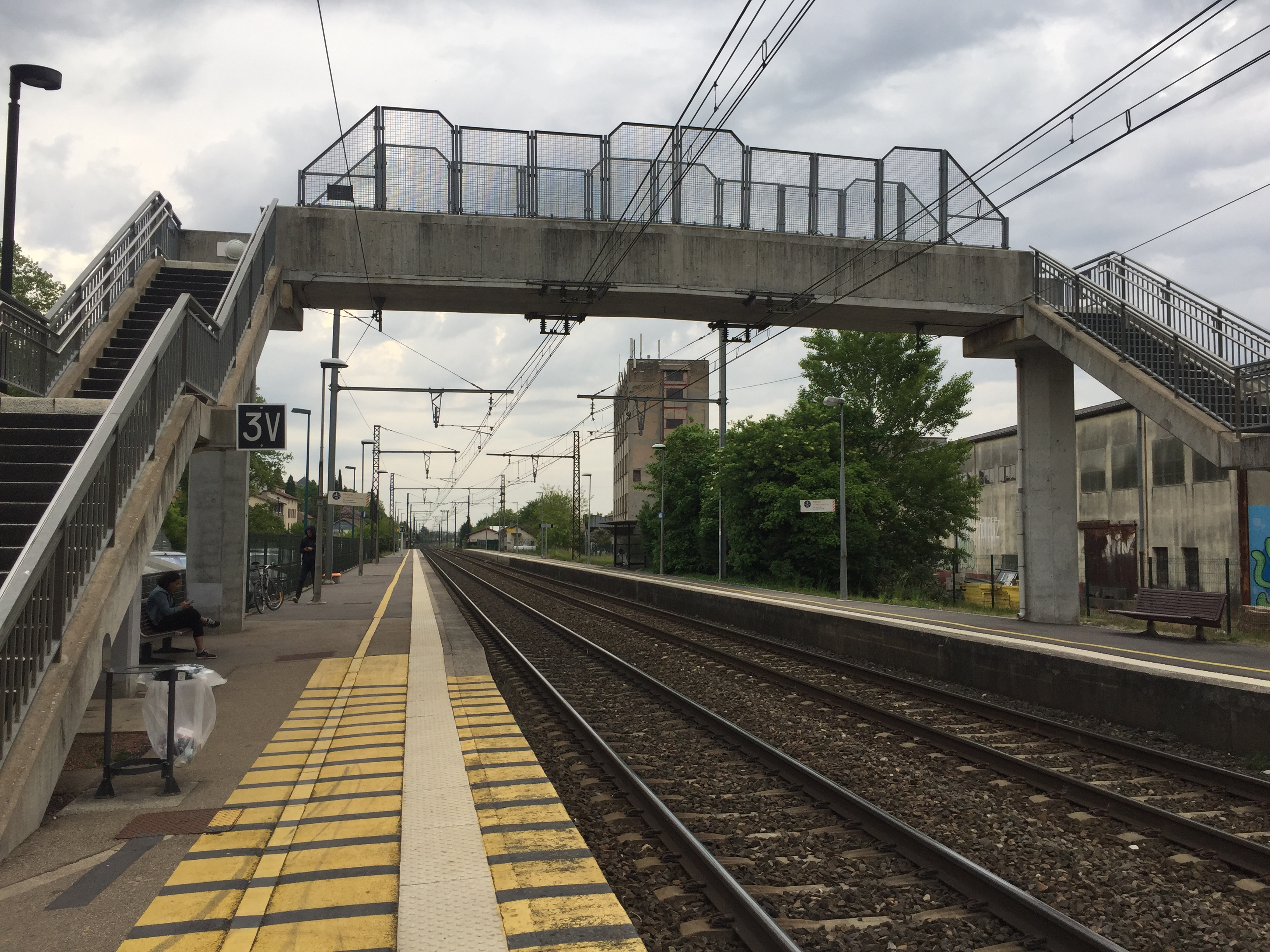
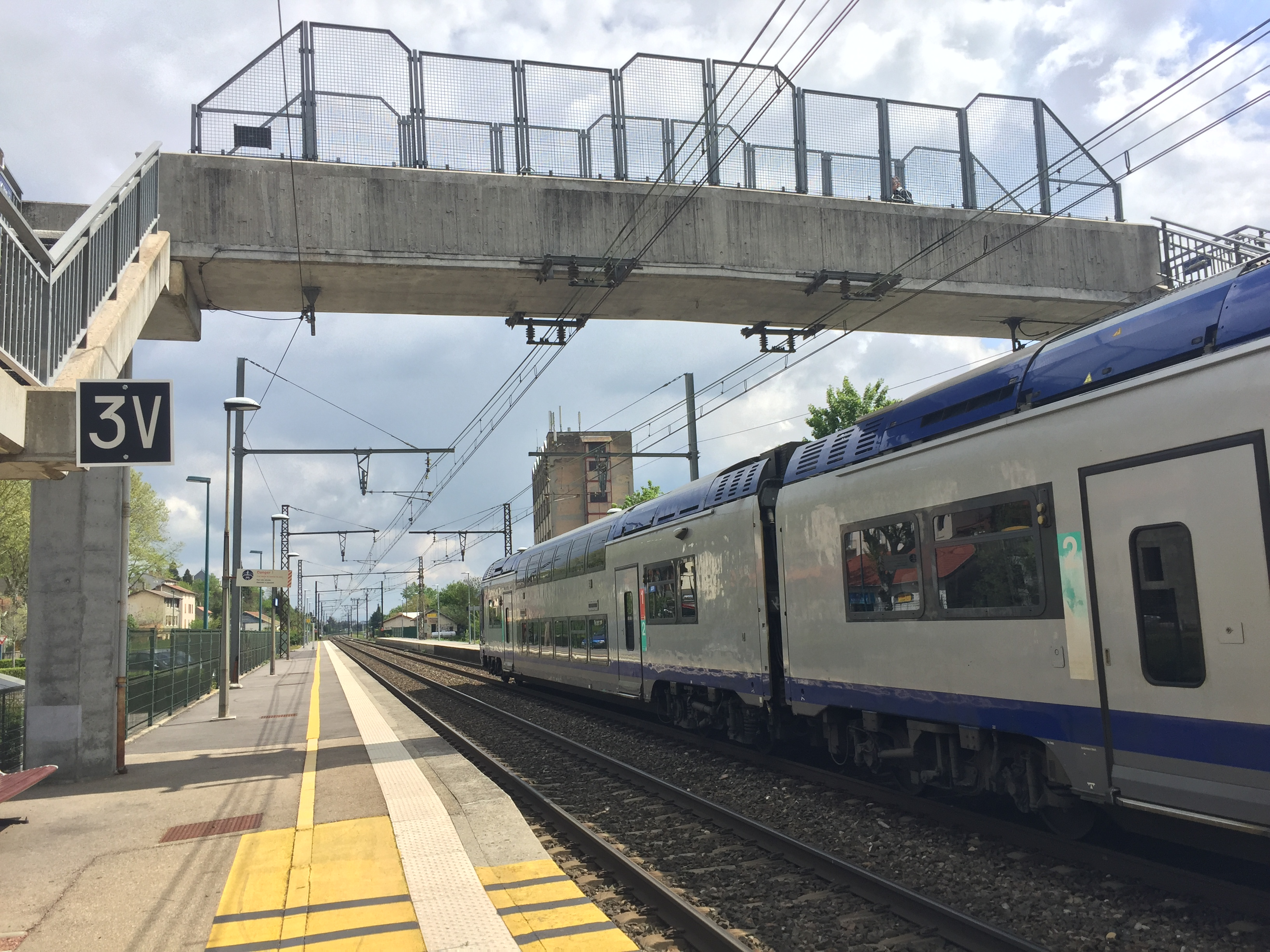
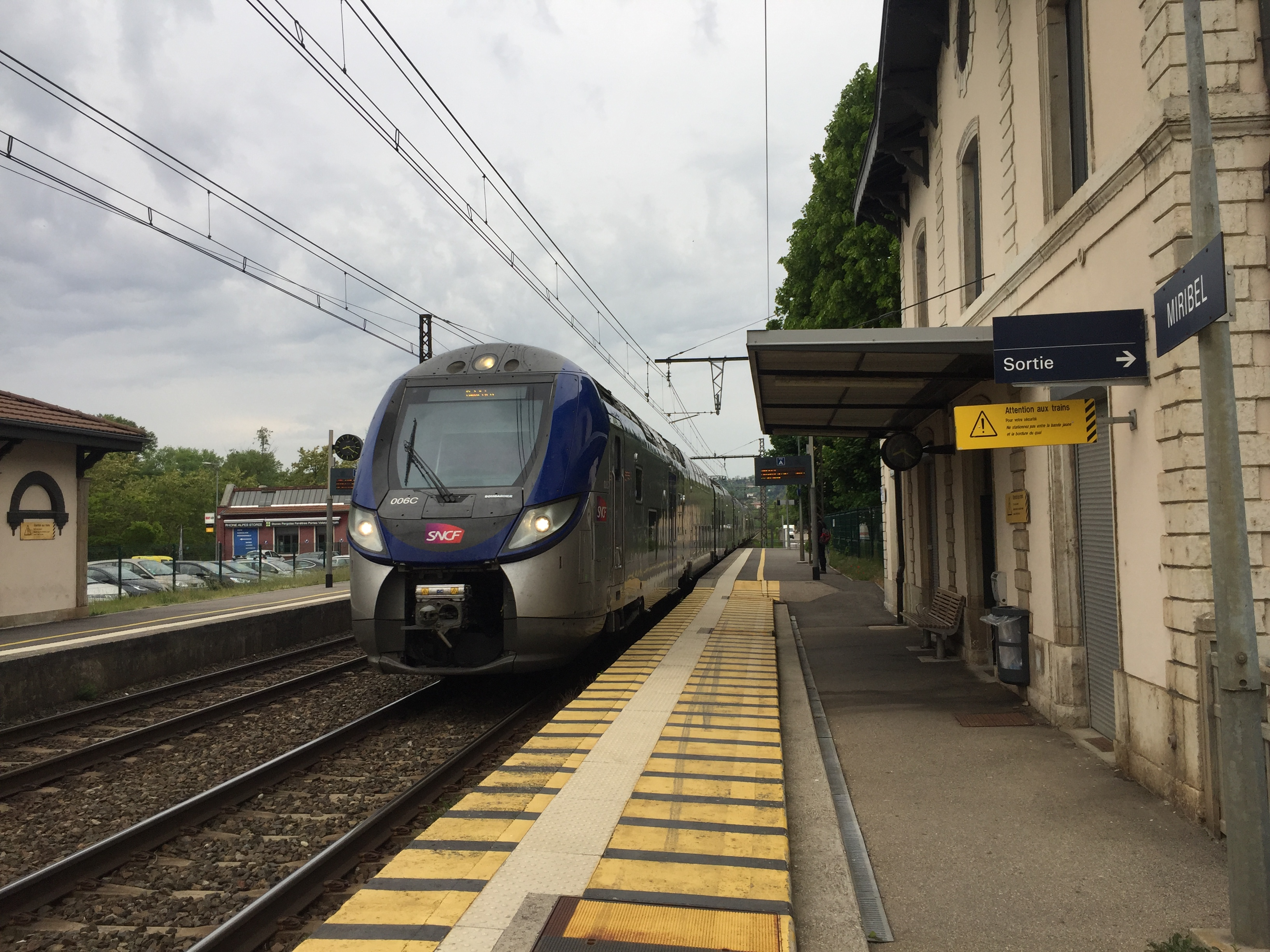

### Intermodalité
Un parc pour les vélos et un parking pour les véhicules sont aménagés. Depuis février 2012, les lignes 1 et 2 du réseau de bus Colibri de la communauté de communes de Miribel et du Plateau ont des arrêts à la Gare de Miribel.

## Service des marchandises
Bien que ne disposant pas de voies spécialisées, cette gare est ouverte au trafic fret.